# Deutsche Gesellschaft für Audiologie
Die Deutsche Gesellschaft für Audiologie (DGA) ist eine interdisziplinäre, wissenschaftliche Fachgesellschaft, die sich mit den Belangen der Audiologie in Forschung, Lehre, Entwicklung und Praxis beschäftigt. Neben Medizinern, vor allem HNO-Ärzten, Phoniater-Pädaudiologen, Arbeitsmedizinern sind Vertreter aus der Hörgeräteakustik, Natur- und Geisteswissenschaften (z. B. Physik, Biologie, Psychologie), sowie aus Ingenieurwissenschaften, der Hörgeschädigtenpädagogik und medizinischen Assistenzberufen vertreten.
Die DGA wurde 1996 gegründet, der Gründungspräsident war Manfried Hoke (Münster), später zum Ehrenmitglied ernannt. Die Geschäftsstelle der Gesellschaft ist im Haus des Hörens in Oldenburg untergebracht.

## Aufgaben
Die DGA sieht es als ihre Aufgabe an, u. a.
- die Förderung der Hörforschung
- die Koordinierung von interdisziplinären Forschungsvorhaben
- die Stellungnahme zu aktuellen Fragen und Problemen aus dem Bereich der Audiologie
- die Erarbeitung von Richtlinien für die Ausbildung und den Erwerb von Zusatzqualifikationen auf dem Gebiet der Audiologie
- die Durchführung von wissenschaftlichen Tagungen und Fortbildungsveranstaltungen
- die Förderung der Kommunikation auf dem Gebiet der Audiologie in einer wissenschaftlichen Zeitschrift

zu betreiben.

## Mitgliedschaft
Die DGA ist Mitglied der Föderation Europäischer Audiologischer Gesellschaften und der Arbeitsgemeinschaft der Wissenschaftlichen Medizinischen Fachgesellschaften.

## Leitlinien zur Behandlung
Die Gesellschaft entwickelt zu Themen ihres Fachgebiets medizinische Leitlinien, die im Rahmen des AWMF-Leitlinienprogramms veröffentlicht werden.

## Preise
Auf den jährlichen Jahrestagungen werden für herausragende wissenschaftliche Leistungen auf dem Gebiet der Audiologie Preise verliehen:
- Meyer-zum-Gottesberge-Preis
- Förderpreis
- Junior-Symposium-Preis
- Publikationspreis
- Kongress-Stipendien
- Posterpreis

## Wissenschaftliche Publikationsorgane
Im deutschsprachigen Raum ist die Zeitschrift für Audiologie Publikationsorgan, international die Zeitschrift Audiology and Neurotology.